# El Hayat TV
El Hayat TV (на арабски: قناة الحياة) е телевизионен канал от Алжир на арабски език, който се излъчва в страни от Северна Африка, Западна Азия, Близкия изток и Европа. Каналът е създаден на 16 май 2018 г. от Ханачи Хабет, президент на издателската компания Epcom Plus. Седалището на El Hayat TV е разположено в град Алжир.